# Первое правительство Пуанкаре
Первое правительство Пуанкаре́ — кабинет министров, правивший Францией с 14 января 1912 года по 21 января 1913 года, в период Третьей французской республики, в следующем составе:
- Раймон Пуанкаре — председатель Совета министров и министр иностранных дел;
- Александр Мильеран — военный министр;
- Теодор Стег — министр внутренних дел;
- Луи Люсьен Клоц — министр финансов;
- Леон Буржуа — министр труда и условий социального обеспечения;
- Аристид Бриан — министр юстиции;
- Теофиль Делькассе — морской министр;
- Габриэль Жюст’о — министр общественного развития и искусств;
- Жюль Пам — министр сельского хозяйства;
- Альбер Лебрен — министр колоний;
- Жан Дюпуи — министр общественных работ, почт и телеграфов;
- Фернан Давид — министр торговли и промышленности.

Изменения
- 12 января 1913 — Альбер Лебрен наследует Мильерану как военный министр. Рене Беснар наследует Лебрену как министр колоний.